# 哈得逊 (南达科他州)
哈得逊（英語：Hudson），是美国南达科他州下属的一座城市。根据2010年美国人口普查，该市有人口308人。论人口在本州排行第153。